# Кутозубий тритон
Кутозубий тритон (Hynobius) — рід хвостатих земноводних родини кутозубих тритонів. Має 54 види.

## Опис
Загальна довжина представників цього роду коливається від 10 до 21 см. Голова масивна, трохи сплощена. Очі дещо опуклі з горизонтальними зіницями. Язик має форму еліпса. Зуби розташовано кутом у формі букви «V». Тулуб кремезний, товстий. Мають легені. Кінцівки відносно короткі, мають 5 пальців. Реберні канавки та костальні борозни добре помітні. Хвіст потужний.
Забарвлення здебільшого коричневого, буруватого, сіруватого або чорного кольору з червонуватим та жовтуватим відтінком.

## Спосіб життя
Полюбляють проточні водойми у гірській місцині. Зустрічаються на висоті від 50 до 3000 м над рівнем моря. Ведуть напівводний спосіб життя. Активні вночі. Живляться різними комахами та членистоногими.
Це яйцекладні амфібії. Личинки розвиваються у стоячій воді.

## Розповсюдження
Мешкають у Східній та Середній Азії.

## Види
Рід включає 55 видів:
- Hynobius abei Sato, 1934
- Hynobius abuensis Matsui, Okawa, Nishikawa & Tominaga, 2019[1]
- Hynobius akiensis Matsui, Okawa & Nishikawa, 2019[1]
- Hynobius amakusaensis Nishikawa & Matsui, 2014[2]
- Hynobius amjiensis Gu, 1992
- Hynobius arisanensis Maki, 1922
- Hynobius bakan Matsui, Okawa & Nishikawa, 2019[1]
- Hynobius bambusicolus Wang, Othman, Qiu & Borzée, 2023
- Hynobius boulengeri (Thompson, 1912)
- Hynobius chinensis Günther, 1889
- Hynobius dunni Tago, 1931
- Hynobius formosanus Maki, 1922
- Hynobius fuca Lai & Lue, 2008
- Hynobius fossigenus Okamiya, Sugawara, Nagano & Poyarkov, 2018[3]
- Hynobius glacialis Lai & Lue, 2008
- Hynobius guabangshanensis Shen, 2004
- Hynobius guttatus Tominaga, Matsui, Tanabe, and Nishikawa, 2019
- Hynobius hidamontanus Matsui, 1987
- Hynobius hirosei Lantz, 1931
- Hynobius ikioi Matsui, Nishikawa & Tominaga, 2017[4]
- Hynobius iwami Matsui, Okawa, Nishikawa & Tominaga, 2019[1]
- Hynobius katoi Matsui, Kokuryo, Misawa & Nishikawa, 2004
- Hynobius kimurae Dunn, 1923
- Hynobius kuishiensis Tominaga, Matsui, Tanabe, and Nishikawa, 2019
- Hynobius leechii Boulenger, 1887
- Hynobius lichenatus Boulenger, 1883
- Hynobius maoershanensis Zhou, Jiang & Jiang, 2006
- Hynobius mikawaensis Matsui, Misawa, Nishikawa & Shimada, 2017[5]
- Hynobius naevius (Temminck & Schlegel, 1838)
- Hynobius nebulosus (Temminck & Schlegel, 1838)
- Hynobius nigrescens Stejneger, 1907
- Hynobius okiensis Sato, 1940
- Hynobius oni Kanamori, Nishikawa, Matsui & Tanabe, 2022
- Hynobius osumiensis Nishikawa & Matsui, 2014[2]
- Hynobius owariensis Sugawara, Fujitani, Seguchi, Sawahata & Nagano, 2022
- Hynobius oyamai Tominaga, Matsui & Nishikawa, 2019[6]
- Hynobius quelpaertensis Mori, 1928
- Hynobius retardatus Dunn, 1923
- Hynobius sematonotos Tominaga, Matsui & Nishikawa, 2019[6]
- Hynobius setoi Matsui, Tanabe & Misawa, 2019[1]
- Hynobius setouchi Matsui, Okawa, Tanabe & Misawa, 2019[1]
- Hynobius shinichisatoi Nishikawa & Matsui, 2014[2]
- Hynobius sonani (Maki, 1922)
- Hynobius stejnegeri Dunn, 1923
- Hynobius takedai Matsui & Miyazaki, 1984
- Hynobius tokyoensis Tago, 1931
- Hynobius tosashimizuensis Sugawara, Watabe, Yoshikawa & Nagano, 2018[7]
- Hynobius tsuensis Abé, 1922
- Hynobius tsurugiensis Tominaga, Matsui, Tanabe, and Nishikawa, 2019
- Hynobius turkestanicus Nikolskii, 1910
- Hynobius unisacculus Min, Baek, Song, Chang & Poyarkov, 2016[8]
- Hynobius utsunomiyaorum Matsui & Okawa, 2019[1]
- Hynobius vandenburghi Dunn, 1923
- Hynobius yangi Kim, Min & Matsui, 2003
- Hynobius yiwuensis Cai, 1985